# Knechtl Nándor
Knechtl Nándor esztergályos, a WM Acél- és Fémművek, majd a Rákosi Mátyás Vas- és Fémművek munkatársa, sztahanovista.

## Élete
Részt vett a sztahanovista mozgalomban. Kiemelték, 1948 és 1953 között a Szabad Nép című napilap munkaversennyel kapcsolatos cikkeiben 12 alkalommal szerepelt, 1950-ben Karinthy Ferenc írt egy Knechtl Nándort népszerűsítő elbeszélést.
1954-ben ittasan jelent meg a munkahelyén, majd elvonult pihenni: a dolgozók röpgyűlésen megfosztották sztahanovista címétől, a vállalat pedig elbocsátotta. Későbbi sorsáról nincs információ.